# Mikroszlif
Mikroszlif — mikroząbkowanie — ząbkowane ostrze - służy do podtrzymywania włosów na nożyczkach podczas strzyżenia. Taki sposób przygotowania ostrza zapobiega ślizganiu się włosa podczas ich ścinania; Z tego względu ostrza te są zalecane przy nauce fryzjerstwa. Nadają się również do powolnego strzyżenia detali lub stosowania na suchych włosach. Naniesienie poprzecznego uzębienia, czyli mikroszlifu podnosi  poziom techniczny nożyczek, ale jest to skrócony proces technologiczny przez co nożyczki takie są tańsze i mniej preferowane przez profesjonalistów niż nożyczki ostrzone w dłuższych procesach.
Miroszlif stosuje się także w nożyczkach barberskich, groomerskich, chirurgicznych i weterynaryjnych czy krawieckich.  W nożyczkach krawieckich tekstura mikroszlifu delikatnie chwyta materiał podczas cięcia i zapobiega przesuwaniu się; Pozwala to na bardziej precyzyjne cięcia, szczególnie z cienkimi i śliskimi tkaninami, takimi jak jedwab.

## Mikroszlif na nożyczkach

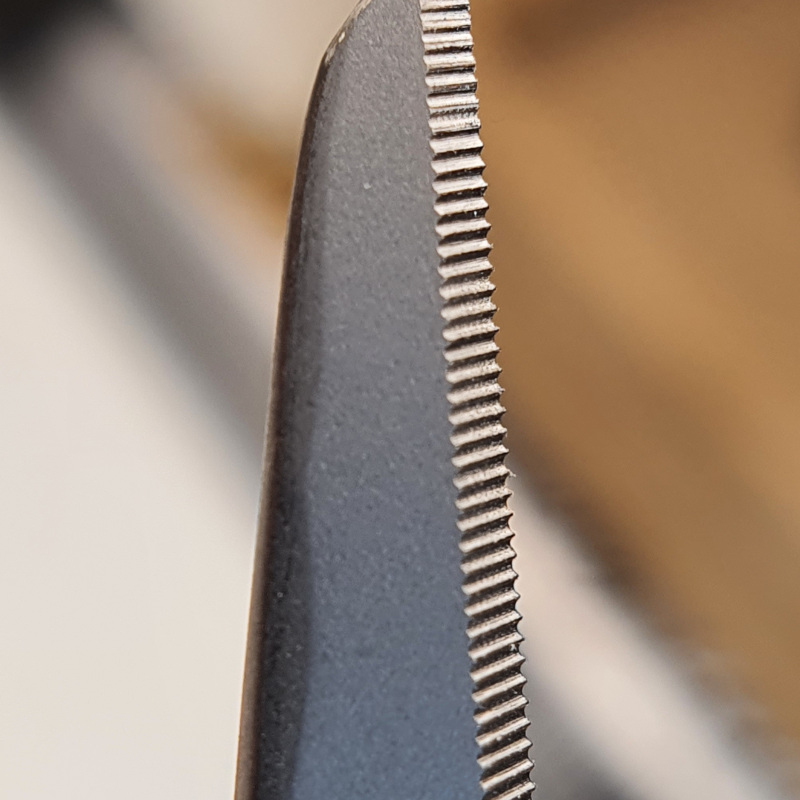
Mikroszlif na nożyczkach
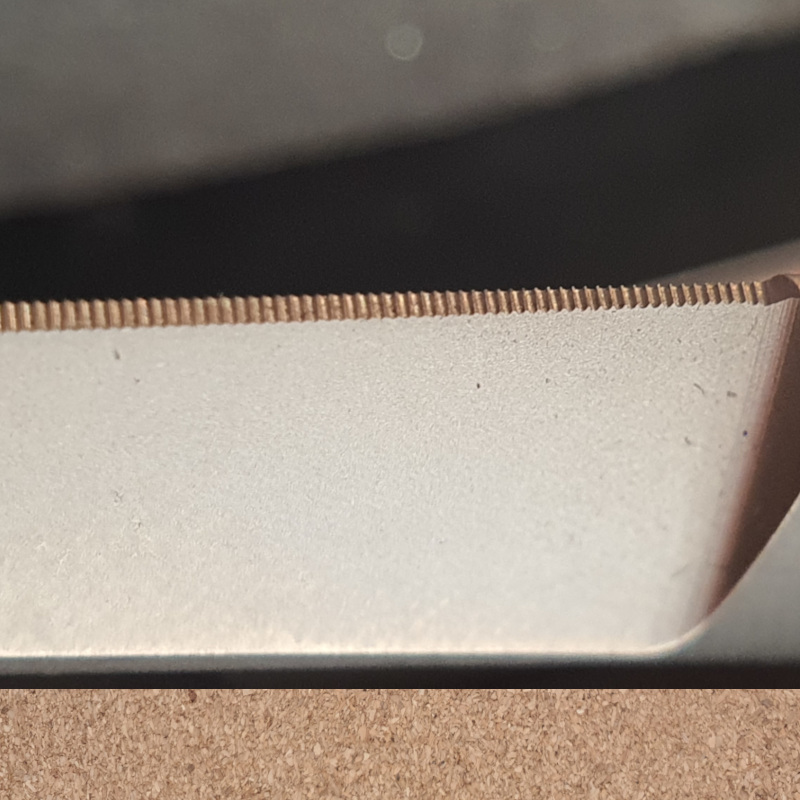
Mikroszlif na nożyczkach